# Transporter 2
Transporter 2 (fransk Le Transporteur 2) er en engelsksproget fransk actionfilm fra 2005, der blev instrueret af Louis Leterrier efter en manuskript af Luc Besson og Robert Mark Kamen. Det er en efterfølger til The Transporter (2002) og den anden film i Transporter-serien. Den har Jason Statham som Frank Martin, samt Alessandro Gassmann, Amber Valletta, Kate Nauta, François Berléand, Matthew Modine og Jason Flemyng på rollelisten. I filmen får Frank Martin (Statham) en opgave med at beskytte politikeren Jefferson Billings (Modine) søn imod et internationalt narkokartel.
Transporter 2 havde premiere i frankrig d. 3. august 2005 via EuropaCorp, og den blev udgivet i USA d. 2. september samme år via 20th Century Fox. Den modtog blandede anmeldelser, men Stathams præstation, actionsekvenserne og instruktionen blev rost, mens manuskriptet blev kritiseret. Den indspillede for $89,1 mio. på verdensplan og blev efterfulgt af Transporter 3 (2008).

## Medvirkende
- Jason Statham som Frank Martin
- Alessandro Gassmann som Gianni Chellini
- Amber Valletta som Audrey Billings
- Kate Nauta som Lola
- Matthew Modine som Senator Jefferson Billings
- Jason Flemyng som Dimitri
- Keith David som Stappleton
- Hunter Clary som Jack Billings
- Shannon Briggs som Max
- François Berléand as Tarconi
- Jeff Chase som Vasily
- AnnaLynne McCord som Car Jacker Girl
- Tim Ware som U.S. Marshal Hoffman
- Marc Macaulay som U.S. Marshal Brown
- Marty Wright som SWAT Commander
- Raymond Tong som Rastaman

## Eksterne Henvisninger
- Transporter 2 på Internet Movie Database (engelsk)
- Transporter 2 på Filmdatabasen
- Transporter 2 på Scope
- Transporter 2 i Svensk Filmdatabas (svensk)
- Transporter 2 på AlloCiné (fransk)
- Transporter 2 på MovieMeter (nederlandsk)
- Transporter 2 på AllMovie (engelsk)
- Transporter 2 hos American Film Institute (engelsk)
- Transporter 2 på Turner Classic Movies (engelsk)
- Transporter 2 på The Movie Database (engelsk)